# Haltom City
Haltom City is een plaats (city) in de Amerikaanse staat Texas, en valt bestuurlijk gezien onder Tarrant County.

## Demografie
Bij de volkstelling in 2000 werd het aantal inwoners vastgesteld op 39.018.
In 2006 is het aantal inwoners door het United States Census Bureau geschat op 39.987, een stijging van 969 (2,5%).

## Geografie
Volgens het United States Census Bureau beslaat de plaats een oppervlakte van
32,1 km², geheel bestaande uit land. Haltom City ligt op ongeveer 163 m boven zeeniveau.

## Plaatsen in de nabije omgeving
De onderstaande figuur toont nabijgelegen plaatsen in een straal van 12 km rond Haltom City.